# Ludovico D'Aragona
Ludovico D'Aragona (Cernusco sul Naviglio, 23 maggio 1876 – Roma, 17 giugno 1961) è stato un sindacalista e politico italiano.
Fu deputato nella XXV e nella XXVI legislatura del Regno d'Italia, deputato all'Assemblea Costituente, senatore della Repubblica, Ministro e segretario della Confederazione Generale del Lavoro.

## Biografia
Nacque il 23 maggio 1876 a Cernusco sul Naviglio, in provincia di Milano, da Francesca Lepori e Salvatore D'Aragona, appartenente ad una famiglia agiata, abbandonò a dieci anni la casa paterna e "si avviò a percorrere le dure vie del mondo, a cominciare da quelle dell'America Latina, maturando, da autodidatta, nel sudato lavoro subalterno, nel volontario sacrificio di ogni comodo familiare, nel dolore anche, nelle privazioni, una profonda esperienza delle condizioni di vita degli operai e dei contadini, del proletariato insomma, del quale, per elezione, volle essere parte".
Tornato in Italia, nel 1892 s'iscrisse al Partito dei Lavoratori Italiani (che in seguito assumerà la denominazione di Partito Socialista Italiano), divenne rapidamente un noto esponente del movimento operaio milanese e fu più volte soggetto a provvedimenti giudiziari, tanto che fu costretto all'esilio nel periodo del governo Crispi II, e dover emigrare in Francia nel 1895 ed in Svizzera nel 1898. Collaboratore de La Lotta (1898-1900), importante settimanale socialista di Milano, fu gerente nel 1899 de Il Treno, giornale della categoria dei ferrovieri.
La sua carriera politica inizia in ambito locale: nel 1900 fu infatti eletto consigliere comunale a Milano (e rieletto più volte), oltreché consigliere provinciale di Milano.
È comunque all'attività sindacale che avrebbe dedicato il massimo delle sue energie, anche se col tempo la sua influenza sarebbe diventata estremamente rilevante non solo sul movimento operaio ma pure nel PSI. Fra i pionieri del movimento camerale, fu segretario della Camera del lavoro di Milano ed, in seguito, di Pavia, Brescia e Genova-Sampierdarena (a Genova avrebbe risieduto fino al 1909); fu inoltre fra i fondatori della Federazione Italiana Operai Metallurgici (FIOM).
A partire dal 1909 ebbe rilevanti incarichi in seno alla Confederazione Generale del Lavoro di cui fu il segretario dal 1918 al 1925. Nei suoi confronti, così come verso Emilio Colombino e Gino Baldesi, Giacomo Matteotti fu severissimo, portando avanti «nei loro confronti una battaglia politica dura schierandosi senza incertezza contro le tentazioni di “collaborazione tecnica” con il fascismo, come veniva prefigurata da molti che non rifuggivano la speranza di un compromesso con Mussolini e in tale contesto operavano per non inasprire troppo il rapporto con il governo».
Dopo essere stato eletto deputato dal 1919 al 1924, all'indomani della marcia su Roma Benito Mussolini gli propose di entrare nel suo governo come Ministro: D'Aragona accettò, ma il capo del fascismo ritirò successivamente la sua offerta per l'opposizione di molti gerarchi; nell'agosto del 1923, durante un discorso al Comitato nazionale della CGL, D'Aragona spiegò che la collaborazione non sarebbe stata "politica" ma soltanto "tecnica".
Dopo il delitto Matteotti, l'approvazione delle leggi fascistissime e la piena affermazione del regime, D'Aragona visse a Parigi, dove rimase fino alla fine del Ventennio. Fu eletto all'Assemblea costituente, a seguito delle elezioni tenute contestualmente al referendum con cui, il 2 giugno 1946, l'Italia scelse di darsi un ordinamento repubblicano. Nel 1948, invece, fu nominato senatore di diritto.
A seguito della scissione di palazzo Barberini dal Partito Socialista Italiano di Unità Proletaria nel 1947, aderì al Partito Socialista dei Lavoratori Italiani di Giuseppe Saragat (che dal 1951 assumerà la denominazione di Partito Socialista Democratico Italiano) e ne divenne presidente del gruppo parlamentare. Successivamente sarà segretario del PSDI nel 1949.
Fu pubblicista e membro di diversi consigli di amministrazione di enti operanti nell'ambito del lavoro e della previdenza sociale.
Fu per tre volte ministro della Repubblica, in tre diversi dicasteri. Fu infatti ministro del lavoro e della previdenza sociale nel primo governo della Repubblica Italiana, il governo De Gasperi II rimasto in carica dal 14 luglio 1946 al 2 febbraio 1947.
Nel 1947-1948, presiedette la "Commissione per la riforma della previdenza sociale", che lavorò parallelamente all'Assemblea Costituente.
Successivamente, ricoprì l'incarico di Ministro delle poste e delle telecomunicazioni nel governo De Gasperi IV, relativamente al periodo intercorrente tra il 15 dicembre 1947 e il 24 maggio 1948; infine, fu ministro dei trasporti nel governo De Gasperi VI, relativamente al periodo tra il 27 gennaio 1950 e il 5 aprile 1951.